# Флаг Алнашского района
Флаг Алнашского района — является одним из официальных символов муниципального образования «Алнашский район» Удмуртской Республики Российской Федерации.
Принят решением Алнашского районного Совета депутатов от 24 октября 2003 года.

## Описание
Флаг Алнашского района представляет собой прямоугольное двухцветное полотнище с соотношением ширины к длине 1:2, состоящее из двух равновеликих горизонтальных полос: верхней — красного и нижней — чёрного цвета. В середине расположена эмблема в виде буквы «А» серебряного цвета, с перемычкой в виде стрелы.
По древнему мифологическому представлению бело-чёрно-красный триколор обозначает трёхчастность Вселенной (верхний, средний и нижний миры).

### Толкование цветов и символов
- Чёрный цвет является символом земли и стабильности[1].
- Красный цвет — символ солнца, торжества и жизни[1].
- Белый цвет — символ космоса и нравственной чистоты[1].
- Буква «А» является символом наименования района, а также, согласно Ю. Н. Лобанову, будучи первой буквой алфавита, указывает на лидирующее положение района в сельском хозяйстве и культуре Удмуртии[3].
- Стрела показывает устремлённость в лучшее будущее, а также является данью древним верованиям удмуртов, приписывавших стреле магические свойства[3].